# Kamienica Długoszowa w Warszawie
Kamienica Długoszowa, Długoszowska, Długoszewska, dom Hermanowski – kamienica wzniesiona w pierwszej połowie XV wieku, znajdująca się przy Rynku Starego Miasta nr 9 w Warszawie.

## Opis
Fundatorem i pierwszym właścicielem kamienicy był Herman. Posiadała ona wówczas cechy gotyckie. W latach 1579–1655 właścicielami kamienicy była rodzina Długoszów, m.in. Paweł Długosz, który był burmistrzem Starej Warszawy. On był również zleceniodawcą przebudowy, która miała miejsce w pierwszej połowie XVII wieku. Kolejnymi właścicielami byli m.in. Aleksander Giza (rajca) oraz rodzina Flaczkiewiczów.
W 1578 i 1607 kamienica uległa spaleniu. Posiadała ona sklepione piwnice, w których handlowano m.in. pieczywem, kaszą i opałem. Wejście do nich prowadziło stromymi schodami.
W 1928 ozdobiono ją polichromią autorstwa K. Ścińskiego. W 1944 ponownie spalona i zburzona. Po II wojnie światowej odbudowana według projektu M. Kuzmy i J. Chodaczka oraz ozdobiona polichromią autorstwa J. i K. Studnickich. Nadano jej wygląd taki, jaki miała po przebudowie w XVIII wieku. Znajduje się w niej bar i kawiarnia Bazyliszek.
W 1965 roku kamienica została wpisana do rejestru zabytków.